# Elección al Senado de los Estados Unidos en Connecticut de 2022
La elección del Senado de los Estados Unidos de 2022 en Connecticut se llevó a cabo el 8 de noviembre de 2022 para elegir a un miembro del Senado de los Estados Unidos para representar al Estado de Connecticut.
El demócrata Richard Blumenthal fue elegido por primera vez para este escaño en 2010 con un 55,2% sobre la republicana Linda McMahon. Luego fue reelegido en 2016 con un 63,2% sobre el republicano Dan Carter.  La contienda se llevará a cabo simultáneamente con la elección para gobernador de Connecticut. 